# Proces Bernoulliego
Proces Bernoulliego – proces stochastyczny składający się z ciągu niezależnych zmiennych losowych X1, X2, X3, ... takich że
- dla każdego i wartość Xi to a lub b (jedna z dwóch wartości, niektórzy autorzy przyjmują, że a = 1, b = 0)
- dla każdego i prawdopodobieństwo, że Xi = a jest stałe i równe p.

Jest to proces stacjonarny jak i ergodyczny.
Pojedynczą zmienną losową Xi określa się mianem próby Bernoulliego. Proces Bernoulliego jest ściśle związany z następującymi rozkładami prawdopodobieństwa:
- rozkład dwumianowy
- ujemny rozkład dwumianowy
- rozkład geometryczny (specjalny przypadek ujemnego rozkładu dwumianowego).

## Schemat Bernoulliego
Uogólnienie procesu Bernoulliego dopuszczające N możliwych wartości zmiennych losowych {\displaystyle X_{i}} nazywane jest schematem Bernoulliego. Definiowany jest on jako proces stochastyczny składający się z ciągu niezależnych zmiennych losowych {\displaystyle X_{1},} {\displaystyle X_{2},} {\displaystyle X_{3},\dots ,} takich że:
- dla każdego {\displaystyle i} {\displaystyle X_{i}} przyjmuje jedną z wartości {\displaystyle n_{1},} {\displaystyle n_{2},\dots ,} {\displaystyle n_{N}}
- dla każdych {\displaystyle i,j} prawdopodobieństwo, że {\displaystyle X_{i}=n_{j}} jest stałe i równe {\displaystyle p_{j}} oraz {\displaystyle \sum _{j=1}^{N}p_{j}=1.}

## Wydarzenia
W Annals of Mathemathics nr (3) 2014 ukazała się praca Witolda Bednorza i Rafała Latały "On the boundedness of Bernoulli processes", gdzie autorzy udowodnili tzw. hipotezę Bernoulliego, sformułowaną ok. 25 lat temu przez Michela Talagranda i mówiącą, że istnieją zasadniczo tylko dwa sposoby szacowania supremum procesu Bernoulliego. Jeden sposób polega na ograniczeniu jednostajnym i brutalnym dostawieniu modułów, drugi zaś na szacowaniu przez supremum dominującego procesu gaussowskiego. Za dowód hipotezy autorzy odebrali nagrodę w wys. 5000 USD, ufundowaną przez Talagranda, który na swojej stronie pisze "Their proof is simply stunningly beautiful".